# Bladimiro Duarte
 Bladimiro Duarte   (n. Piribebuy, compañía Yacarey, Paraguay;  4 de noviembre de 1986) es un futbolista paraguayo. Juega de Defensa y su equipo actual es el Santa Rita de la Primera División B de Ecuador.

## Clubes
| Club              | País     | Año           |
| ----------------- | -------- | ------------- |
| Martin Ledesma    | Paraguay | 2008          |
| Sportivo Luqueño  | Paraguay | 2008 - 2010   |
| Rubio Ñu          | Paraguay | 2010-2015     |
| General Caballero | Paraguay | 2016          |
| Liga de Loja      | Ecuador  | 2017-presente |

## Palmarés
| Título                                           | Club             | País     | Año  |
| ------------------------------------------------ | ---------------- | -------- | ---- |
| Premio jugador revelación ``Julio César Romero´´ | Sportivo Luqueño | Paraguay | 2008 |

- Datos: Q5729678